# Karlova Ves (Tschechien)

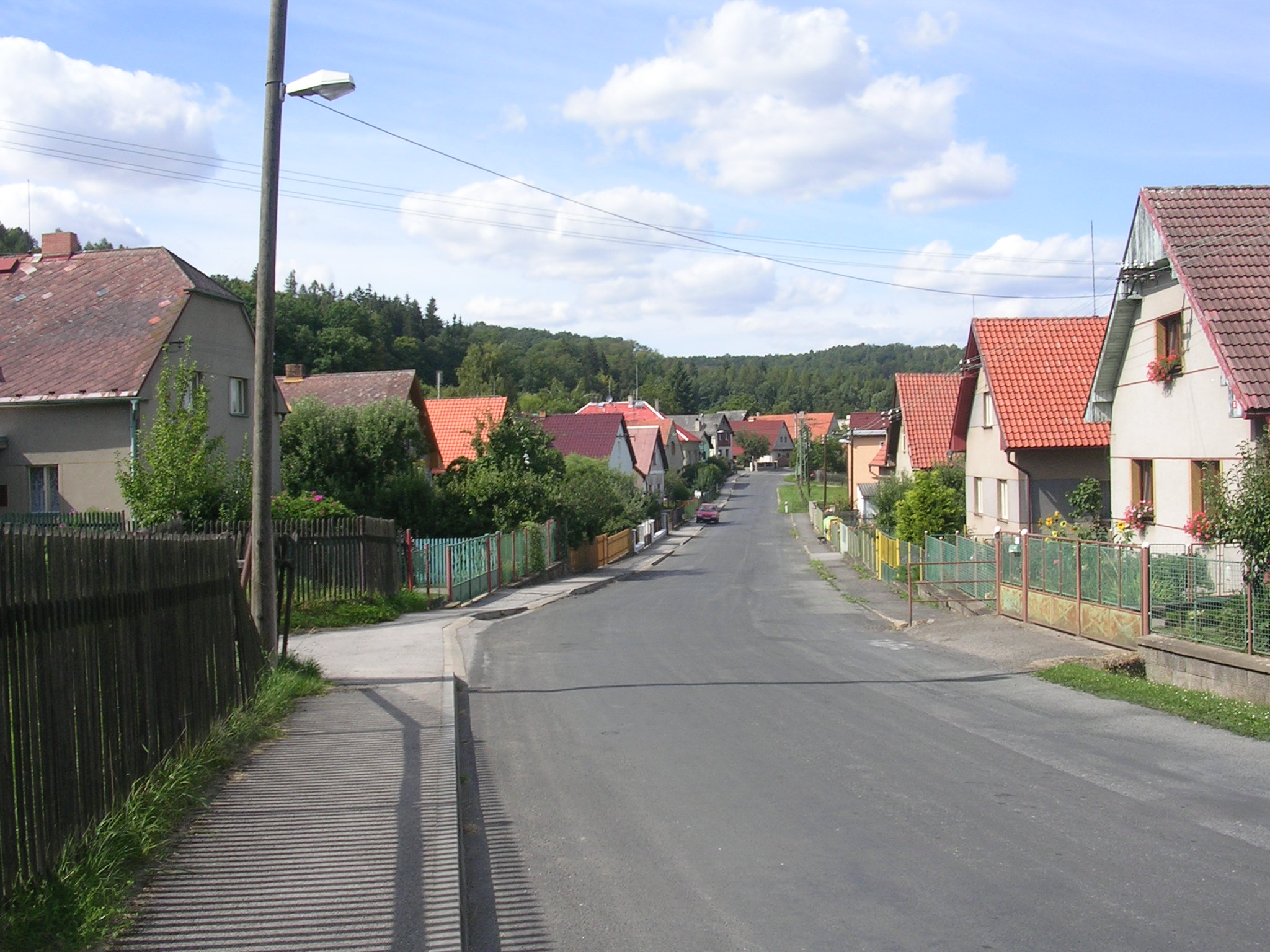
Dorfstraße

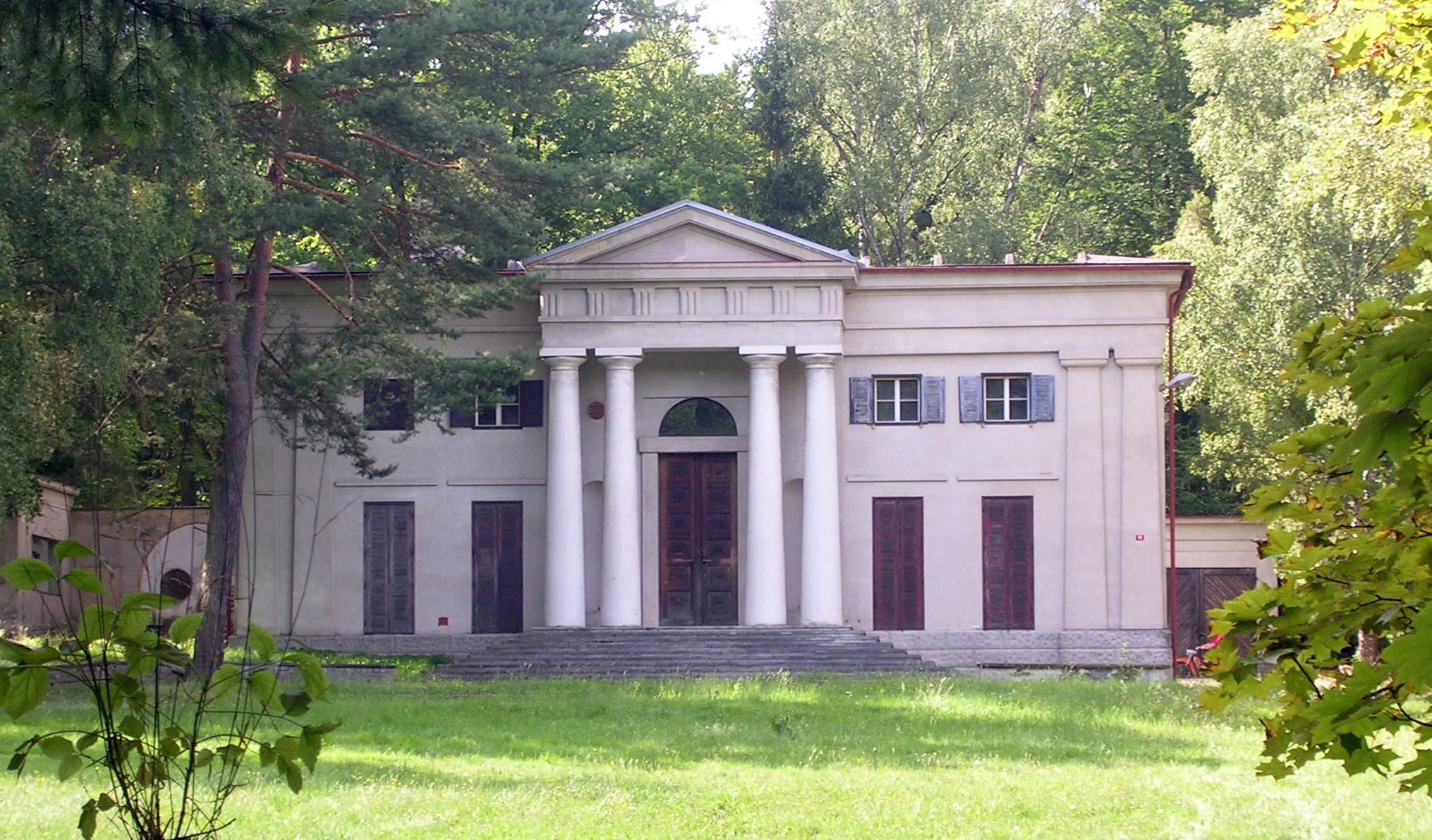
Villa Nr. 41

Karlova Ves, bis 1924 Karloves (deutsch Karlsdorf) ist eine Gemeinde in Tschechien. Sie liegt 16 Kilometer westlich von Beroun und gehört zum Okres Rakovník.

## Geographie
Karlova Ves befindet sich in einem rechten Seitental am Oberlauf des Baches Klučná in der Křivoklátská vrchovina. Das Dorf bildet eine Rodungsinsel in einem ausgedehnten Waldgebiet im Landschaftsschutzgebiet Křivoklátsko. Nördlich erheben sich die Mokřinka (466 m) und der Beraník (498 m), im Nordosten der Dlouhý hřeben (519 m), östlich der Výrův kopec (481 m) und der Přední Hrobce (528 m), im Südosten der Zadní Hrobce (517 m) und die Krušná hora (609 m), südlich die Špička (531 m), im Südwesten der Spálený vrch (523 m), westlich der Nízký tok (495 m) und im Nordwesten der Vysoký tok (546 m).
Nachbarorte sind Branovská Vrata, Branov, Višňová, Roztoky und Častonice im Norden, Račice, Leontýn und Pustá Seč im Nordosten, Nový Jáchymov, Stará Ohrada und Karlov im Osten, Habrový potok, Varta und Král im Südosten, Velíz, Kublov, Malá louka, Broumy, Luh und V Luhu im Süden, Úpoř, Písky, Jelenec und Skryje im Südwesten, Emilovna, Týřovice, Kouřimecká rybárna und Kouřimecká myslivna im Westen sowie Hracholusky, U Rozvědčika und Nezabudice im Nordwesten.

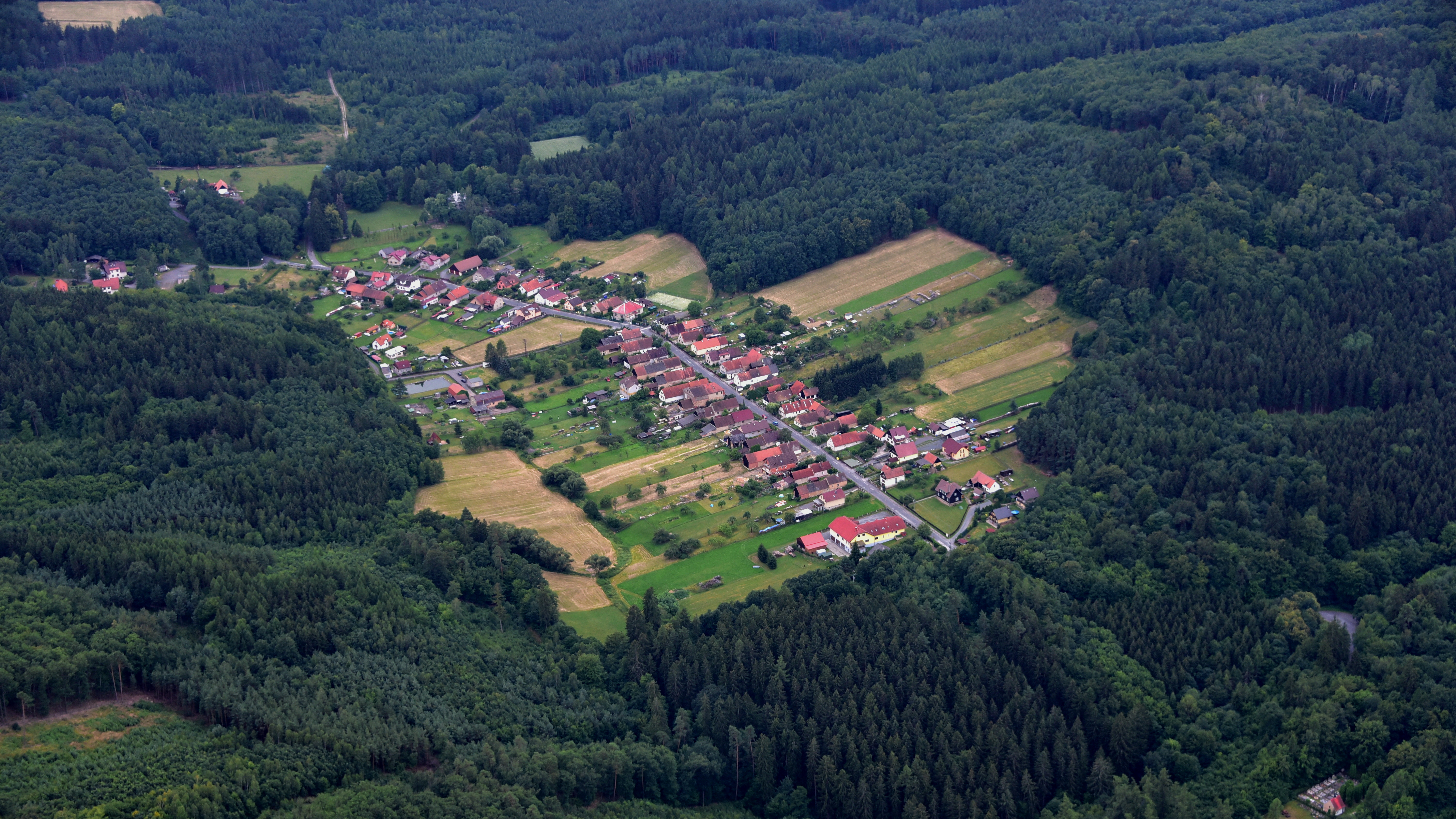
Karlova Ves, Luftaufnahme (2018)

## Geschichte
Karlsdorf wurde im Jahre 1828 im Kouřimetzer Forstrevier des Pürglitzer Waldes durch den Besitzer der Herrschaft Pürglitz Karl Egon II. zu Fürstenberg am Platz U Buku als Holzfäller- und Köhlersiedlung zur Versorgung der Rostoker Eisenhütte mit Holzkohle angelegt. Die neue Siedlung bestand aus einer fürstlichen Ziegelei und unterhalb dieser einem Straßendorf aus 26 Häusern, die beidseitig einer Straße errichtet wurden. Die Siedler kamen aus den nahegelegenen herrschaftlichen Dörfern Nezabudice, Žloukovice und Všetaty. Ein Teil der Bewohner arbeitete als Tagelöhner auf dem nahegelegenen Meierhof Karlshof.
Im Jahre 1843 bestand Karlsdorf bzw. U Buku, auch Trubočowa und Bei der Buche genannt, aus 26 Häusern mit 188 Einwohnern. Im Ort gab es ein Waldhegerhaus und eine Ziegelei. Pfarrort war Nezabuditz. Bis zur Mitte des 19. Jahrhunderts blieb Karlsdorf dem Fideikommiss Pürglitz untertänig.
Nach der Aufhebung der Patrimonialherrschaften bildete Karloves bzw. U Buku / Karlsdorf ab 1850 einen Ortsteil der Gemeinde Broumy im Bezirk Rakonitz und Gerichtsbezirk Pürglitz. Nach dem Tode Karl Egons II. zu Fürstenberg erbte 1854 dessen zweitgeborener Sohn Max Egon I. den Fideikommiss Pürglitz. Zu Beginn des 20. Jahrhunderts wurden alternativ Karloves, Karlov und Karlsdorf als amtliche Ortsnamen verwendet. Nach 1910 löste sich Karloves von Broumy los und bildete eine eigene Gemeinde. Der heutige Ortsname Karlova Ves wurde 1924 eingeführt, jedoch von der Bevölkerung kaum angenommen. Im Jahre 1932 lebten in Karlova Ves 198 Personen. Am 1. Jänner 1980 wurde das Dorf nach Křivoklát eingemeindet. Am 24. November 1990 löste sich Karlova Ves wieder von Křivoklát los und bildete eine eigene Gemeinde.
Karlova Ves besteht aus 65 Häusern sowie 21 Ferienhütten, von denen 15 auf dem Kataster Týřov liegen. Von den Einheimischen wird das Dorf Karloves genannt.

## Gemeindegliederung
Für die Gemeinde Karlova Ves sind keine Ortsteile ausgewiesen. Zu Karlova Ves gehören die Einschichten Emilovna und Jelenec.

## Sehenswürdigkeiten
- Nationales Naturreservat Týřov mit den Felsen Týřovické skaly am rechten Ufer der Berounka
- Naturdenkmal Vysoký tok, am gleichnamigen Berg nordwestlich des Dorfes
- Ruine der Burg Týřov, westlich von Karlova Ves über dem Tal der Berounka, sie entstand im 13. Jahrhundert und liegt seit dem 16. Jahrhundert wüst
- Denkmal für Antonín Macek
- Geschützte Eiche Rohanův dub im Wald nordöstlich von Karlova Ves
- Ehemaliges Jagdschlösschen Emilovna, errichtet 1863 für Prinz Emil Egon von Fürstenberg, es wurde im 20. Jahrhundert als Hegerhaus umgenutzt. An der Straße nach Emilovna befinden sich am Wegekreuz U tři koulí die Nachbildungen von drei großen Steinkugeln zum Gedenken an den Dreißigjährigen Krieg.
- Villa Nr. 41

## Persönlichkeiten
- Antonín Macek (1872–1923), der Dichter bewohnte von 1919 bis 1923 ein Sommerhaus in Karlova Ves